# JoJo (album)
JoJo – pierwszy album JoJo wydany w 2004 roku. Z tej płyty pochodzi najbardziej znany (i pierwszy) przebój "Leave (Get Out)". Jako bonus pojawia się remix piosenki "Baby it's you" zaśpiewanym razem z Bow Wow.
W 2018 roku album został powtórnie nagrany, wraz z jej następnym albumem The High Road oraz pozaalbumowymi singlami Disaster i Demonstrate. Nowe wersje zostały wydane 21 grudnia 2018 roku. Nowe nagranie wynikało z usunięcia pierwotnych wersji w dystrybucji cyfrowej przez wytwórnię Blackground Records, która ma prawa do oryginalnych nagrań.

## Lista utworów
| #   | Tytuł                        | Długość |
| --- | ---------------------------- | ------- |
| 1.  | "Breezy"                     | 3:15    |
| 2.  | "Baby It's You"              | 3:11    |
| 3.  | "Not That Kinda Girl"        | 3:27    |
| 4.  | "The Happy Song (Mike City)" | 3:59    |
| 5.  | "Homeboy"                    | 3:35    |
| 6.  | "City Lights"                | 4:54    |
| 7.  | "Leave (Get Out)"            | 4:02    |
| 8.  | "Use My Shoulder"            | 3:43    |
| 9.  | "Never Say Goodbye"          | 3:51    |
| 10. | "Weak"                       | 4:50    |
| 11. | "Keep On Keepin' On"         | 3:15    |
| 12. | "Sunshine"                   | 3:07    |
| 13. | "Yes or No"                  | 3:14    |
| 14. | "Fairy Tales"                | 3:45    |

| Utwory bonusowe           |
| ------------------------- |
| 15. Butterflies           |
| 16. Back And Forth        |
| 17. Baby It's You (Remix) |

### Edycja europejska
1. "Butterflies" – 2:43
2. "Breezy" – 3:15
3. "Baby It's You" – 3:11
4. "Not That Kinda Girl" – 3:27
5. "The Happy Song" – 3:59
6. "Homeboy" – 3:35
7. "City Lights" – 4:54
8. "Leave (Get Out)" – 4:02
9. "Use My Shoulder" – 3:43
10. "Never Say Goodbye" – 3:51
11. "Weak" – 4:50
12. "Keep on Keepin' On" – 3:15
13. "Sunshine" – 3:07
14. "Yes or No" – 3:14
15. "Fairy Tales" – 3:45
16. "Back and Forth" (Herbert, Saunders, Brian Reeves) – 3:29

### Brytyjska i japońska edycja
1. "Butterflies" – 2:43
2. "Breezy" – 3:15
3. "Baby It's You" – 3:11
4. "Not That Kinda Girl" – 3:27
5. "The Happy Song" – 3:59
6. "Homeboy" – 3:35
7. "City Lights" – 4:54
8. "Leave (Get Out)" – 4:02
9. "Use My Shoulder" – 3:43
10. "Never Say Goodbye" – 3:51
11. "Weak" – 4:50
12. "Keep on Keepin' On" – 3:15
13. "Sunshine" – 3:07
14. "Yes or No" – 3:14
15. "Fairy Tales" – 3:45
16. "Back and Forth" – 3:29
17. "Baby It's You" (feat. Bow Wow) – 3:36

## Listy przebojów
| Lista (2004)                         | Najwyższa pozycja |
| ------------------------------------ | ----------------- |
| Australisjka lista ARIA              | 86                |
| Kanadyjska lista albumów             | 23                |
| Francuska lista albumów              | 62                |
| Niemiecka lista albumów              | 54                |
| Irlandzka lista albumów              | 70                |
| Włoska lista albumów                 | 44                |
| Japońska lista albumów Oricon        | 30                |
| Nowozelandzka lista albumów RIANZ    | 36                |
| Portugalska lista albumów            | 30                |
| Szwajcarska lista albumów            | 30                |
| Brytyjska lista albumów              | 22                |
| Światowa lista albumów               | 21                |
| USA Billboard 200                    | 4                 |
| USA Billboard Top R&B/Hip-Hop Albums | 10                |

## Historia wydań
| Region                       | Data                 | Wydawnictwo           |
| ---------------------------- | -------------------- | --------------------- |
| Stany Zjednoczone            | 22 czerwca 2004      | Da Family/Blackground |
| Kanada                       | 22 czerwca 2004      | Universal             |
| Unia Europejska (oprócz GBR) | 19 lipca 2004        | Black Ocean           |
| Wielka Brytania              | 6 września 2004      | Mercury               |
| Austria                      | 4 października 2004  | Universal             |
| Japonia                      | 21 października 2004 | Universal             |